# Ulica św. Łazarza w Krakowie
Ulica św. Łazarza – ulica w Krakowie, w dzielnicy II Grzegórzki, na Wesołej. 
Łączy ulicę Hugona Kołłątaja z ulicą Grzegórzecką. Jest jednojezdniowa.

## Historia
Do XVII wieku w miejscu obecnej ulicy znajdowało się jedno z ujść Prądnika prowadzącego do odnogi wiślanej, nazywanej później Starą Wisłą. Koryto zlikwidowali Szwedzi w latach 1655–1657.
Ulica została w obecnym kształcie wytyczona w drugiej połowie XIX wieku i do początku XX wieku była bezimienna. Przez krótki czas określana była jako ulica 3 maja. W 1909 roku Rada Miasta Krakowa nadała ulicy obecną nazwę, związaną z pobliskim szpitalem św. Łazarza, istniejącym od 1788 roku.

## Zabudowa
Obecna zabudowa ulicy ma charakter mieszkalny – stanowią ją głównie kamienice czynszowe powstałe w latach 90. XIX wieku i na początku wieku XX.
- ul. św. Łazarza 1 (ul. Hugona Kołłątaja 11) – kamienica. Projektował Henryk Lamensdorf, 1909.
- ul. św. Łazarza 3 – kamienica. Projektował Ludwik Gutman, 1900.
- ul. św. Łazarza 9 – kamienica, 1912.
- ul. św. Łazarza 11 – kamienica. Projektował Zygmunt Grünberg, 1938.
- ul. św. Łazarza 12 – kamienica. Projektował Juliusz Eintracht, 1936.
- ul. św. Łazarza 17 – kamienica, 1911.
- ul. św. Łazarza 19 – dawny zakład szklarski. Projektował Tadeusz Litawiński, 1932.
- ul. św. Łazarza 21 (ul. Grzegórzecka 14) – kamienica, ok. 1890.

Opracowano na podstawie źródła: Gminnej ewidencji zabytków – Kraków.

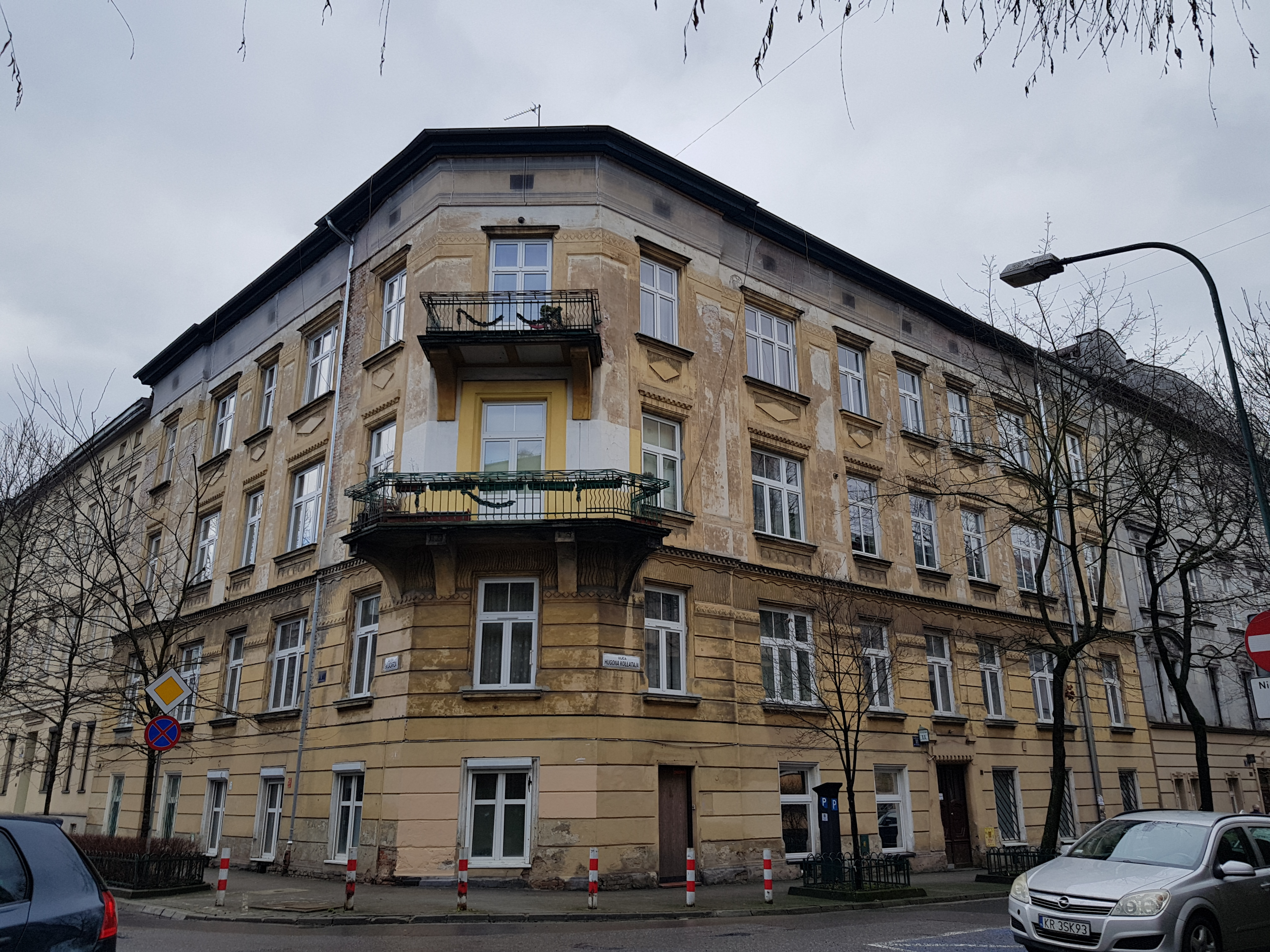
ul. św. Łazarza 1 (proj. Henryk Lamensdorf, 1909)
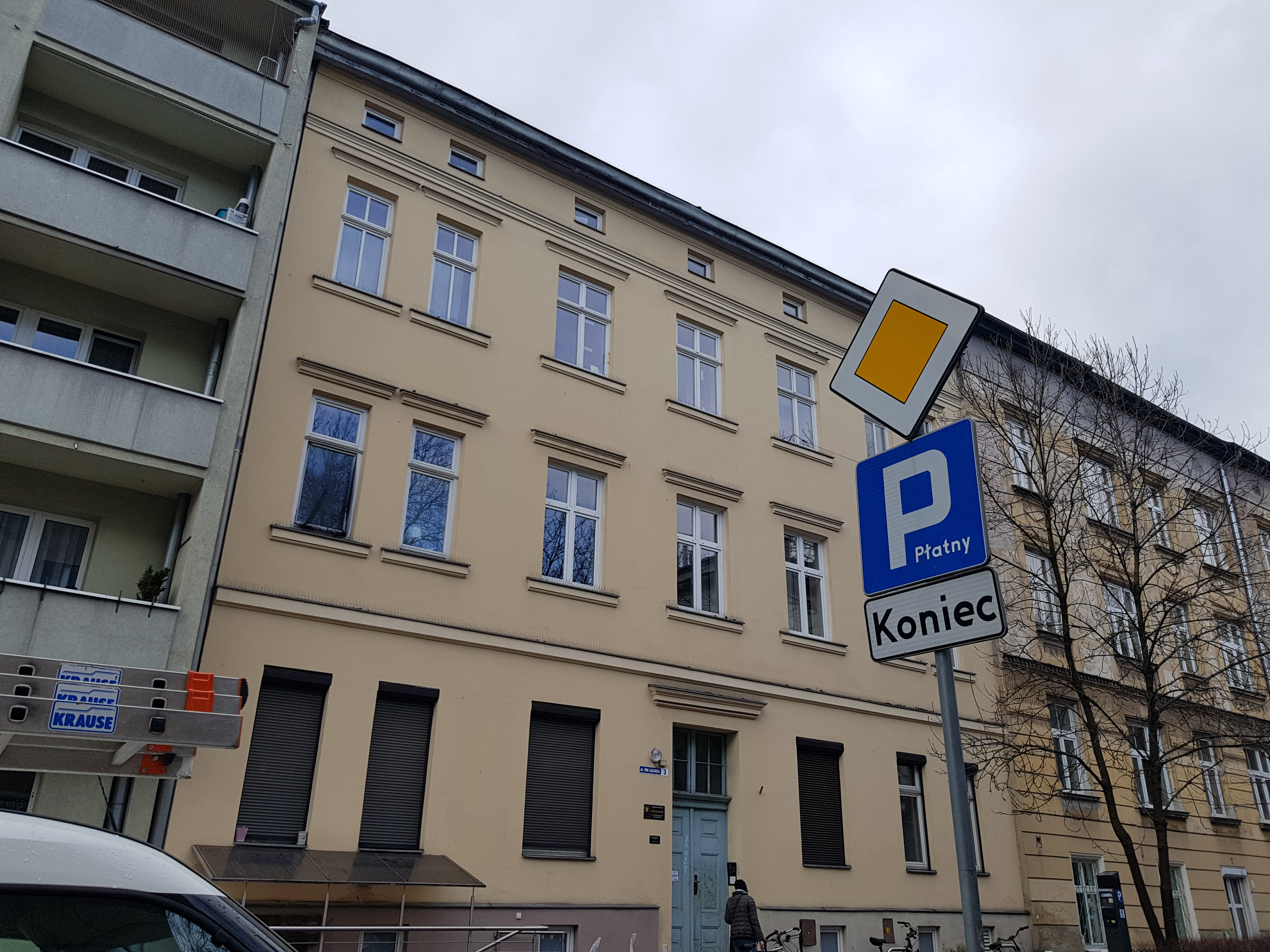
ul. św. Łazarza 3 (proj. Ludwik Gutman, 1900)
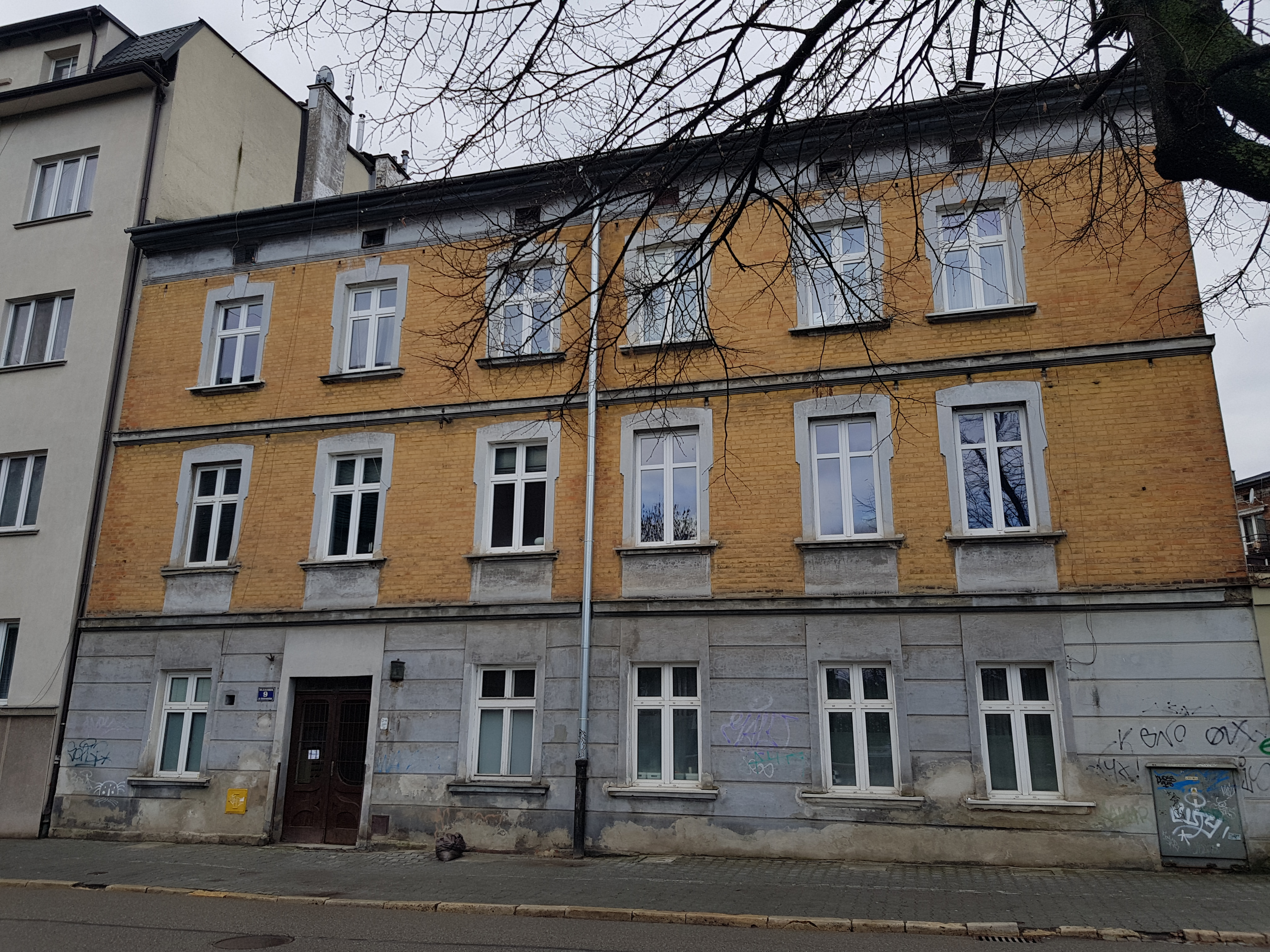
ul. św. Łazarza 9 (1912)
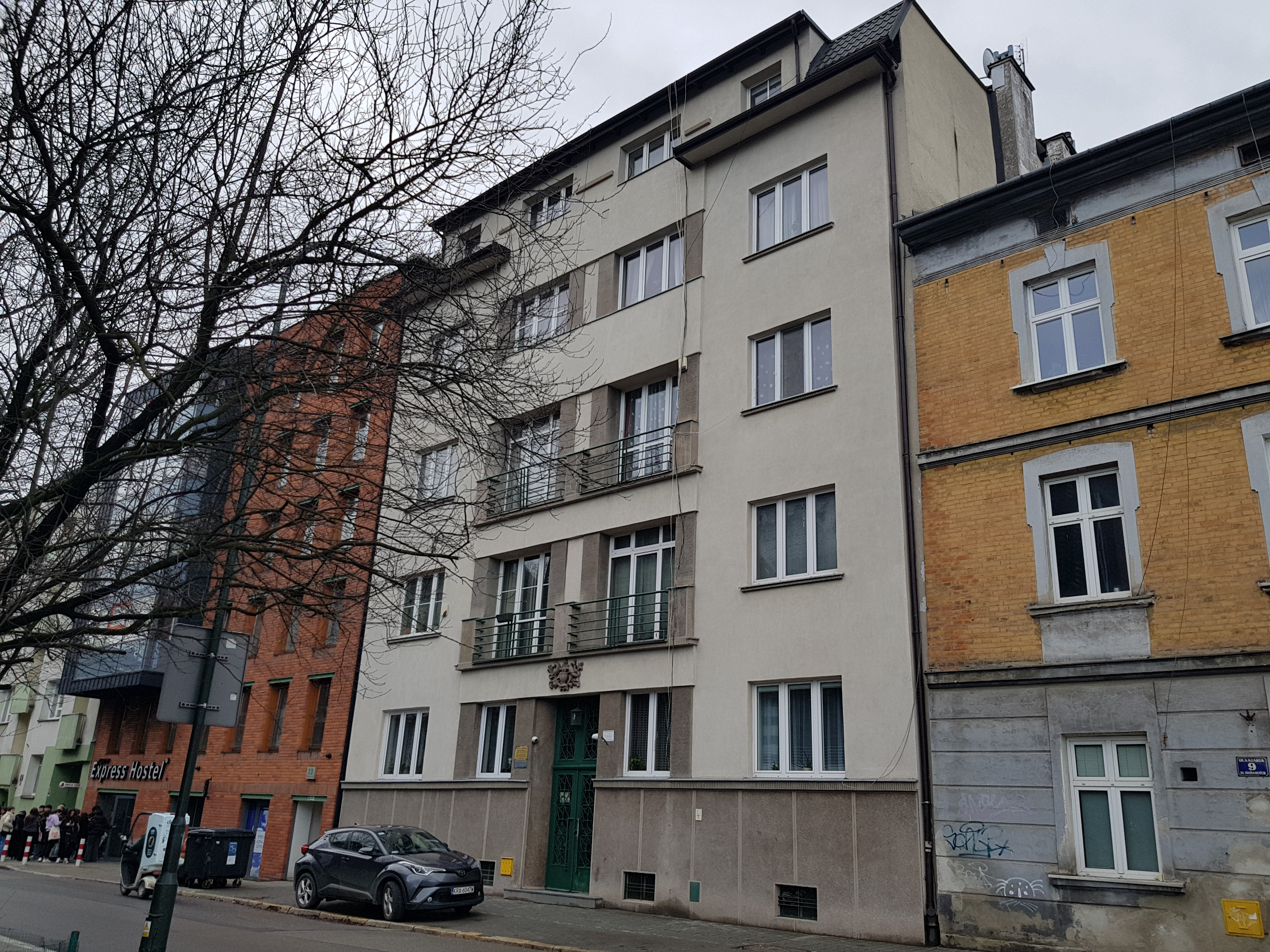
ul. św. Łazarza 11 (proj. Zygmunt Grünberg, 1938)
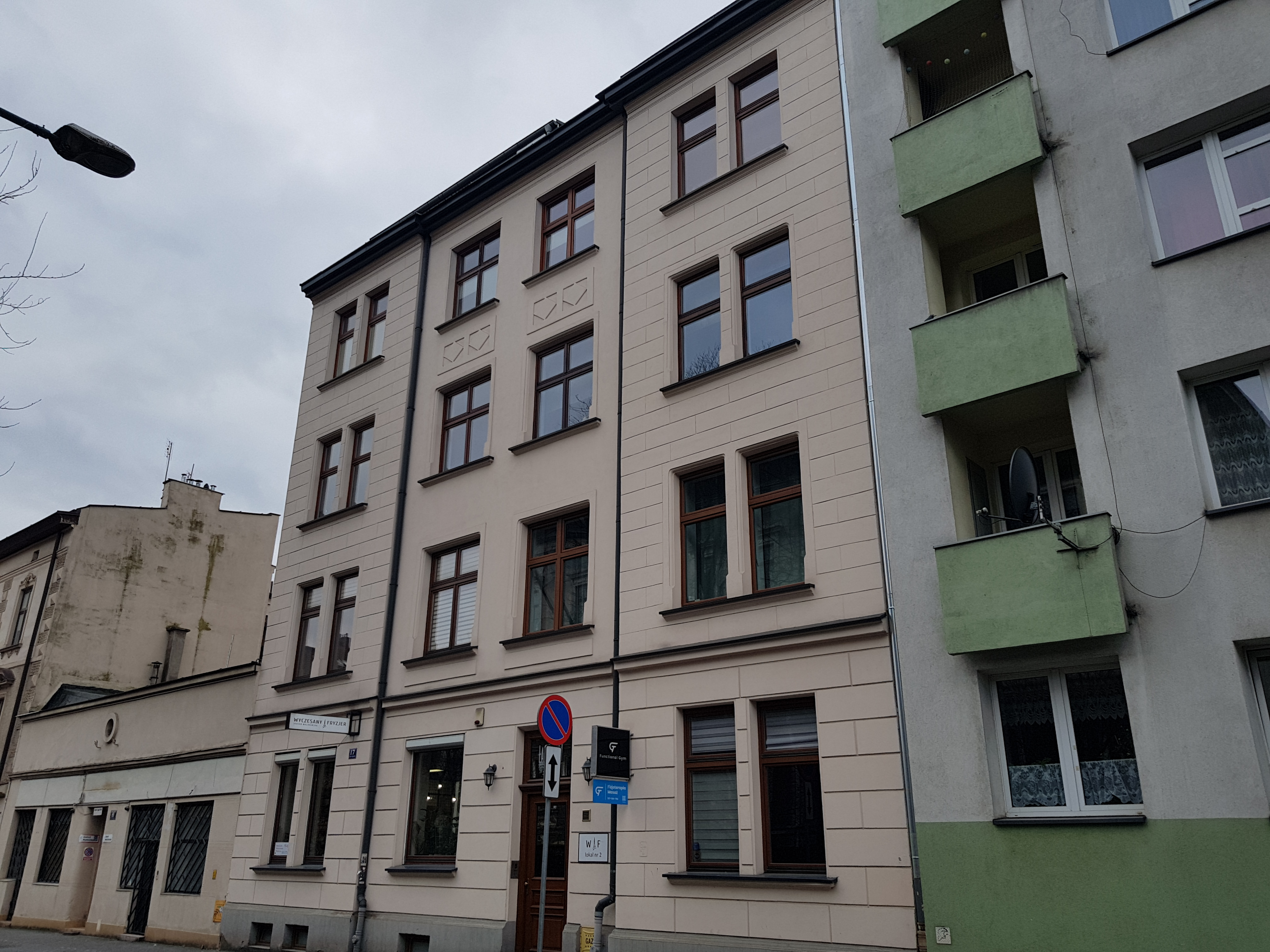
ul. św. Łazarza 17 (1911)
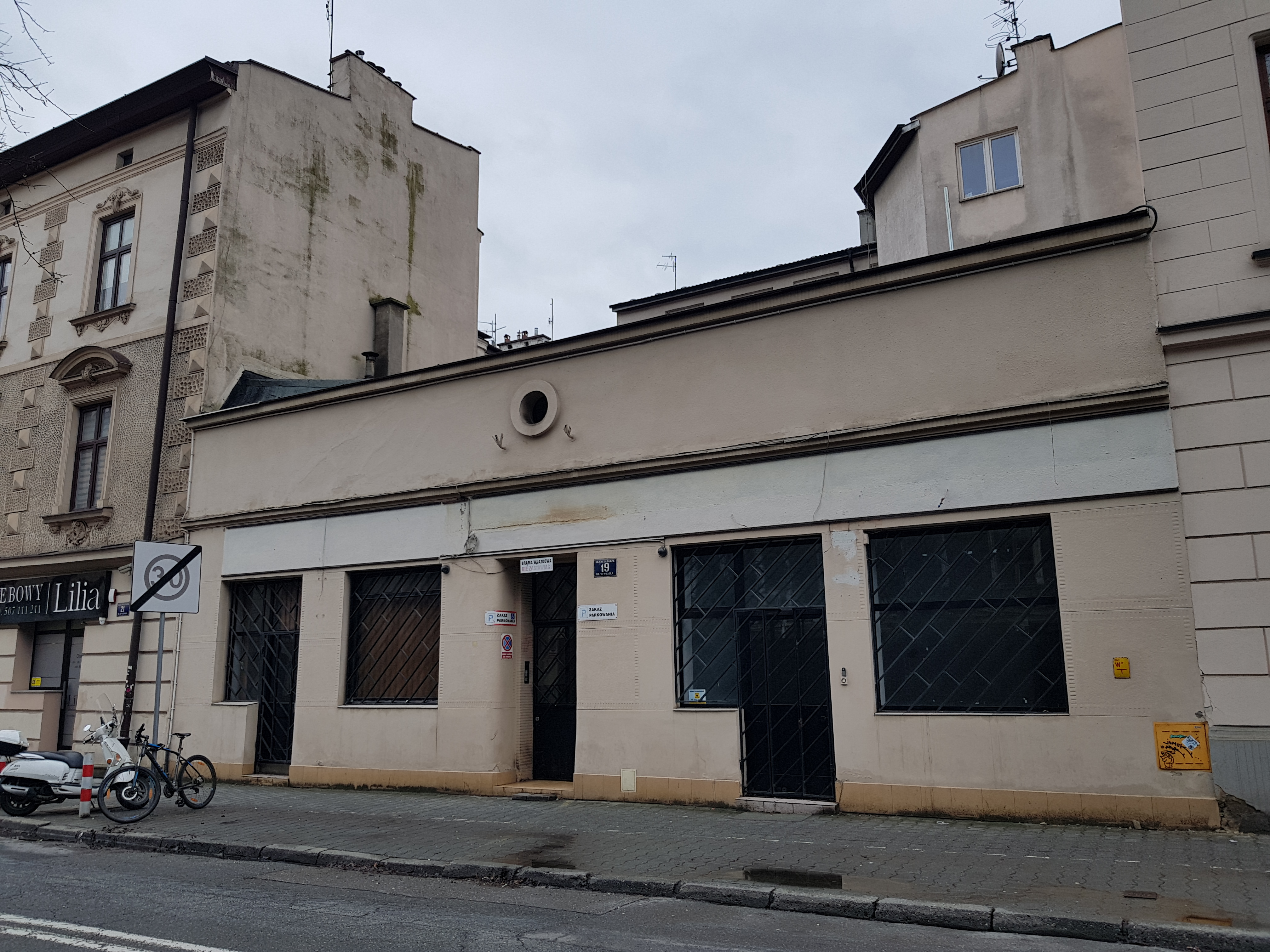
ul. św. Łazarza 19 (proj. Tadeusz Litawiński, 1932)